# Cessières
Cessières è un ex comune francese di 473 abitanti situato nel dipartimento dell'Aisne della regione dell'Alta Francia. Il primo gennaio 2019 è stato accorpato al comune di Suzy per formare il nuovo comune di Cessières-Suzy.

## Società

### Evoluzione demografica
Abitanti censiti